# Krneza
Krneza est un village de la municipalité de Ražanac (Comitat de Zadar) en Croatie. Au recensement de 2011, le village comptait 177 habitants.